# Hietzing
Hietzing ([ˈhɪtsɪŋ]ⓘ) is het 13ste district van Wenen. Het district ligt in het Westen van Wenen.

## Geschiedenis
Vóór het eerste Turkse beleg (1529) was Hietzing een opkomend wijnbouwdorp. Het tweede Turkse beleg (1683) verwoestte de plaats en de resterende wijngaarden.
De bouw van paleis Schönbrunn leidde uiteindelijk tot de grote opleving van het voormalige dorp Hietzing. In de tweede helft van de 19e eeuw ontwikkelden met name Alt-Hietzing en Lainz zich tot populaire woonwijken voor rijke Wezens vanwege hun nabijheid tot paleis Schönbrunn, de keizerlijke zomerresidentie.
In 1912/1913 bouwde het stadsbestuur een groot kantoorgebouw aan de Kennedy Bridge van vandaag, waarin de districtshoofden en vertegenwoordigers van de 13e en 14e districten tot 2016 waren gevestigd.

## Wijken
- Hietzing (Alt-Hietzing),
- Unter Sankt Veit,
- Ober Sankt Veit,
- Hacking,
- Lainz en
- Speising.

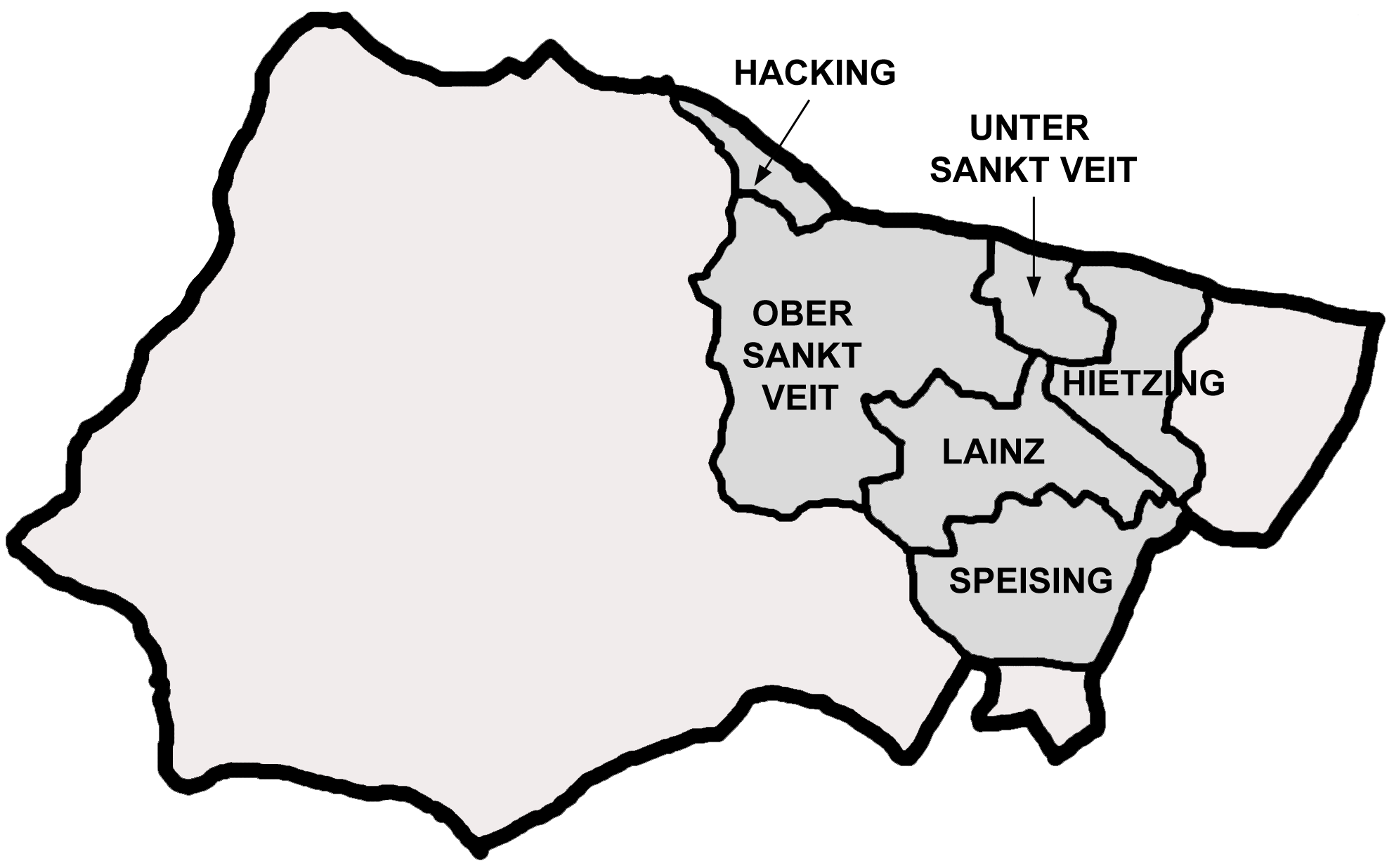

De wijk omvat ook het Wienerwald en het park van Paleis Schönbrunn.

## Bezienswaardigheden
- Paleis Schönbrunn
- Tiergarten Schönbrunn
- Het ORF-centrum op de Küniglberg
- Parochiekerk van Maria Hietzing
- Hietzinger begraafplaats (met de graven van Franz Grillparzer, Otto Wagner, Gustav Klimt, Franz Conrad von Hötzendorf, Engelbert Dollfuß en Rudolf Prack)

## Afbeeldingen

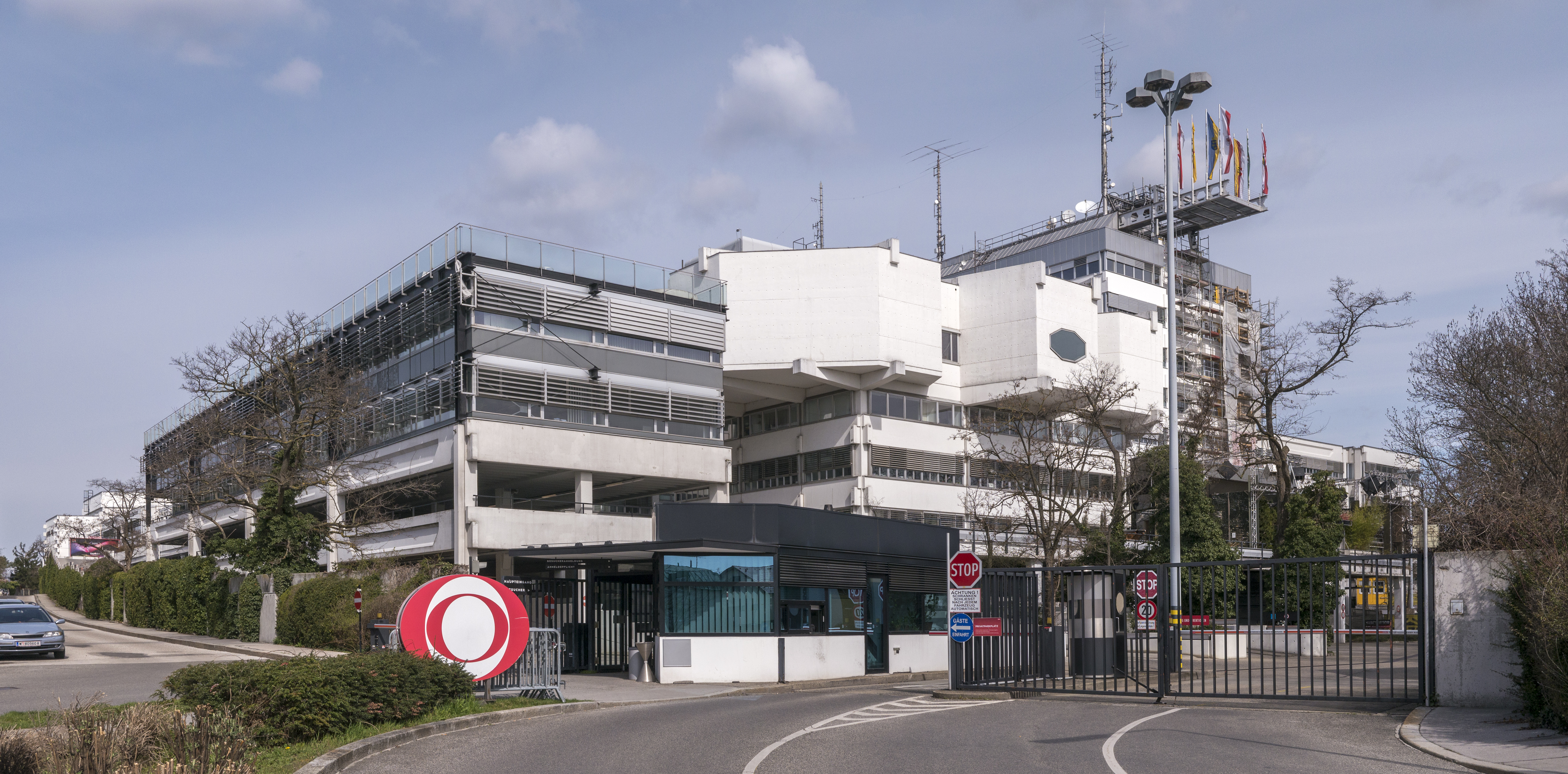
Het ORF-centrum op de Küniglberg
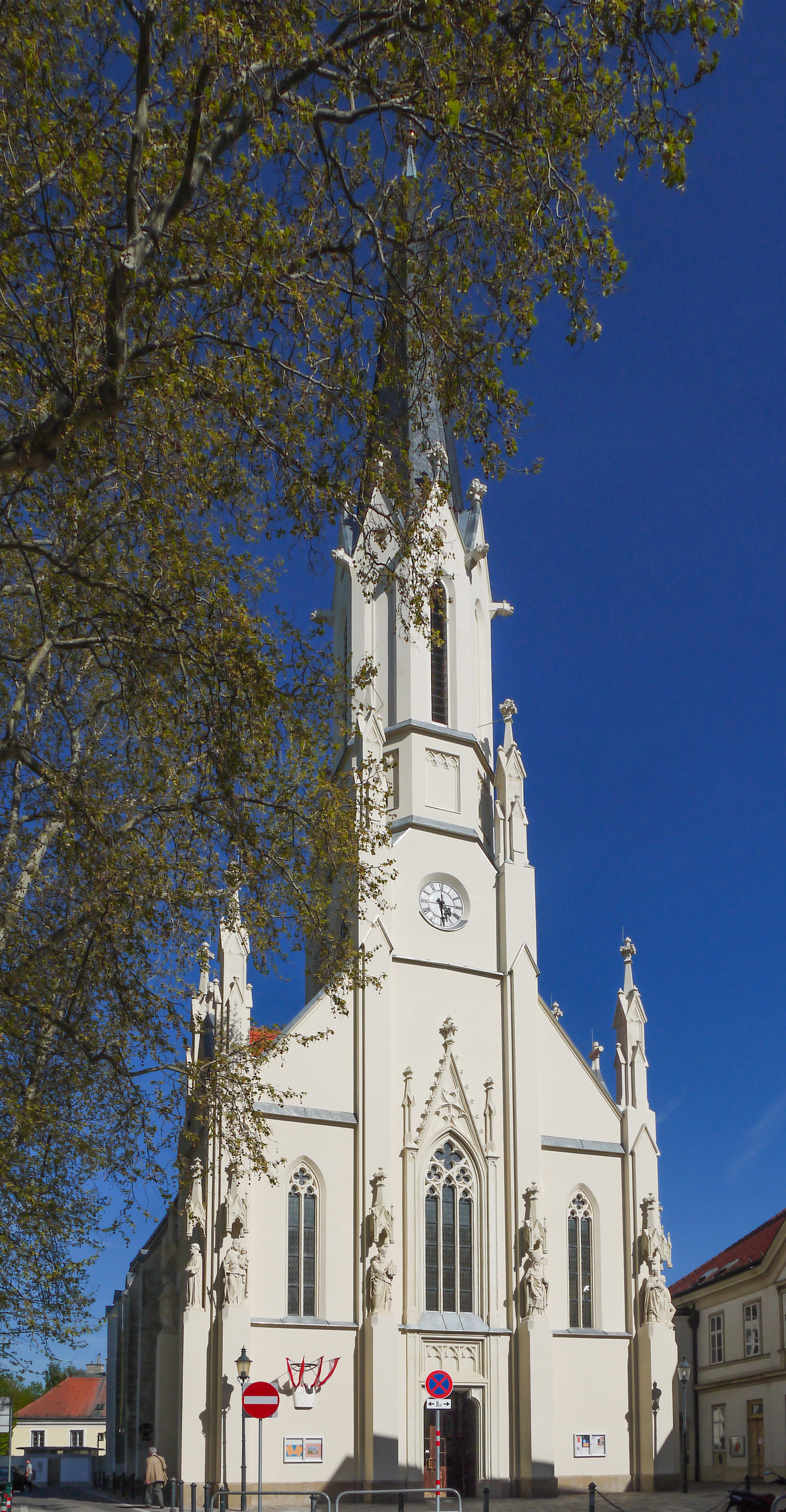
Parochiekerk van Maria Hietzing
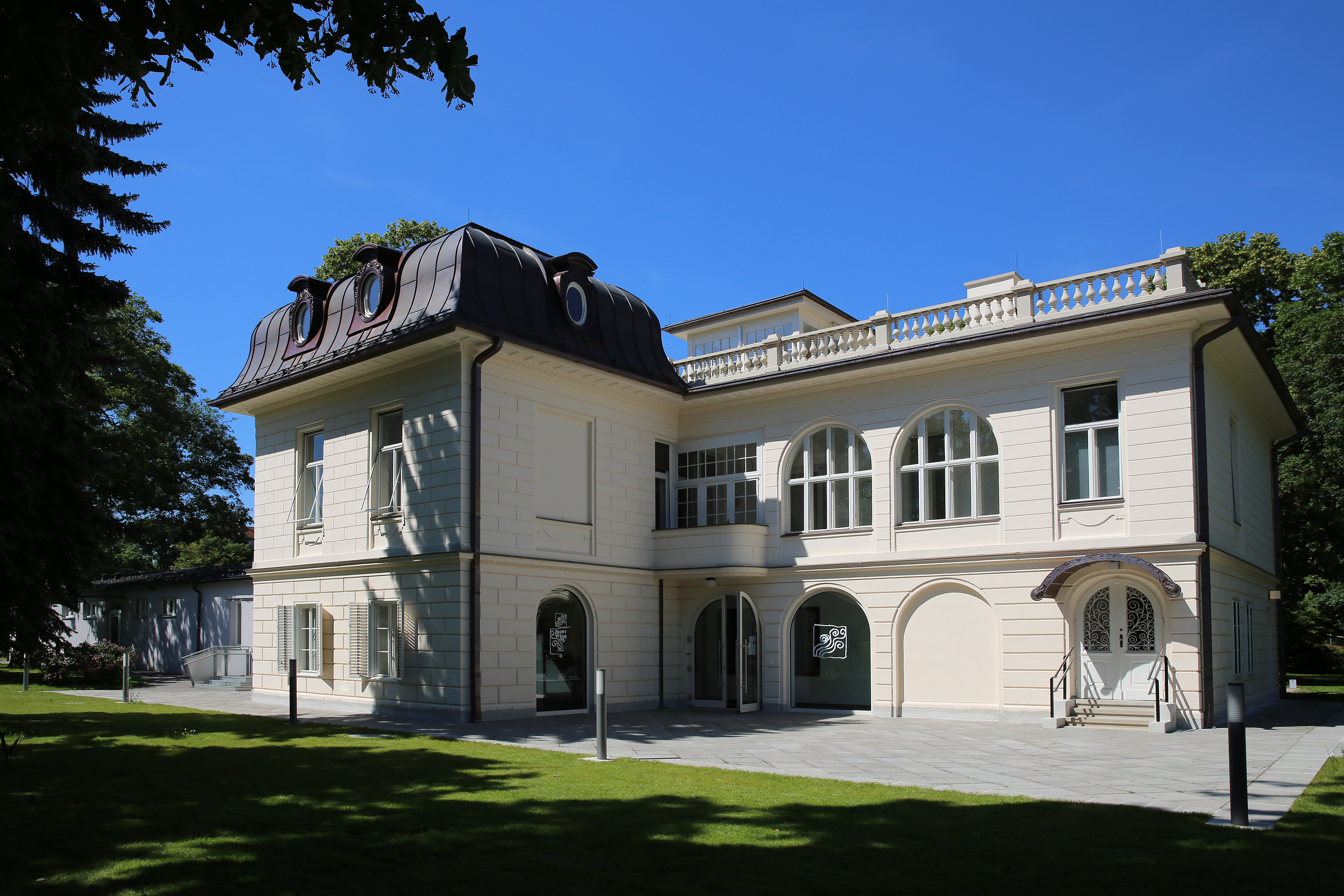
Klimt-villa
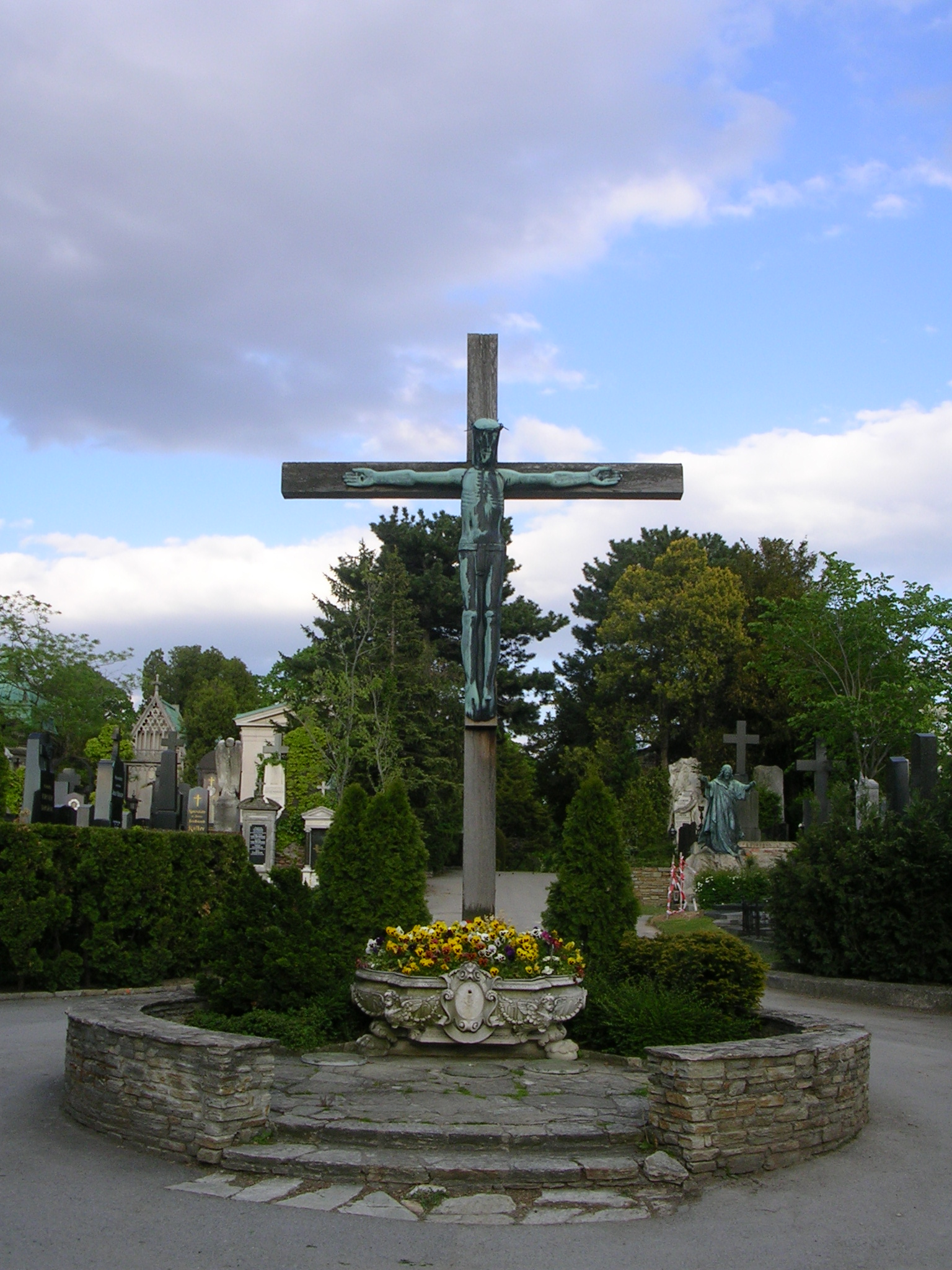
Begraafplaats kruis op begraafplaats Hietzing
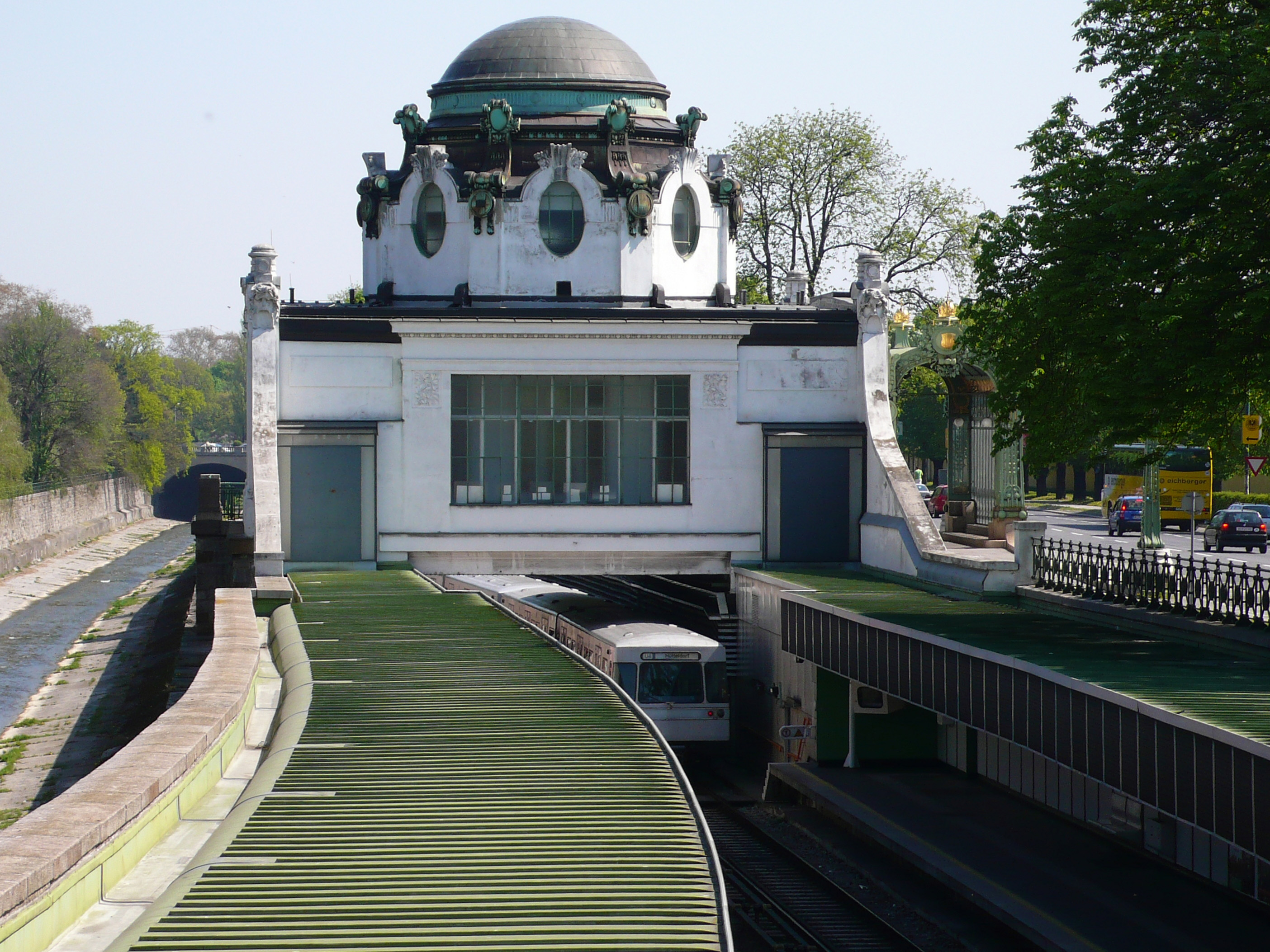
Stadtbahn-Hofpavillon

## Partnerschappen
- JPN: Habikino, (1995)

1 Innere Stadt · 2 Leopoldstadt · 3 Landstraße · 4 Wieden · 5 Margareten · 6 Mariahilf · 7 Neubau · 8 Josefstadt · 9 Alsergrund · 10 Favoriten · 11 Simmering · 12 Meidling · 13 Hietzing · 14 Penzing · 15 Rudolfsheim-Fünfhaus · 16 Ottakring · 17 Hernals · 18 Währing · 19 Döbling · 20 Brigittenau · 21 Floridsdorf · 22 Donaustadt · 23 Liesing